# Исино, Эрико
Эрико Исино (яп. 石野 枝里子; англ. Eriko Ishino, родилась 1 декабря 1985, Обихиро, Япония) — японская конькобежка. Участница зимних Олимпийских игр 2006 года, бронзовый призёр чемпионата мира, чемпионка Азии в многоборье, 6-кратная чемпионка Японии, 14-кратная призёр.

## Биография
Эрико Исино начала кататься на коньках в возрасте 3-х лет в Обихиро, следуя за своим старшим братом и родителями, которые также катались на коньках. Она также занималась лёгкой атлетикой в начальных классах. Когда она училась в 6-м классе начальной школы, её друг пригласил вступить в конькобежный клуб, после чего стала заниматься профессионально. С 1999 года Исино участвовала в соревнованиях на юношеском уровне.
С 2001 по 2005 год выигрывала чемпионат Японии среди юниоров и в том же 2001 дебютировала на юниорском чемпионате мира. В 2002 и 2003 годах занимала 2-е место на чемпионате мира среди юниоров в сумме многоборья. Тогда же дебютировала на чемпионате мира в классическом многоборье в Херенвене, где заняла 20-е место. В 2003 году заняла 3-е место на зимних Азиатских играх в Хатинохе в забеге на 3000 м.
В марте 2003 на чемпионате мира на отдельных дистанциях в Берлине стала 5-й в забеге на 1500 м. В январе 2004 года на чемпионате Азии в Чхунчхоне выиграла на дистанциях 3000 и 5000 м и стала 2-й в многоборье, а на чемпионате мира в классическом многоборье в Хамаре поднялась на 5-е место. В феврале стала чемпионкой мира в многоборье на чемпионате мира среди юниоров.
В сезоне 2004/05 Исино стала выступать за команду "Fuji Express Co., Ltd." и впервые стала чемпионкой Японии в сумме многоборья, в январе 2005 года выиграла бронзовую медаль в многоборье на чемпионате Азии в Икахо. В феврале стала 3-й на чемпионате мира на отдельных дистанциях в Инцелле в командной гонке. В сезоне 2005/06 одержала победу на чемпионате Японии в забеге на 3000 м.
На Олимпийских играх 2006 года в Турине участвовала на четырёх дистанциях, став 22-й на 1500 м, 13-й на 3000 м, 11-й на 5000 м и 4-й в командной гонке. После игр на чемпионате мира в Калгари заняла 20-е место в сумме многоборья. На чемпионате мира в Солт-Лейк-Сити в 2007 году заняла лучшее 6-е место в командной гонке.
В 2008 и 2009 годах стала чемпионкой Японии в многоборье, на международном уровне Исино не показывала хороших результатов. В декабре 2009 года Исино не смогла отобраться на олимпиаду 2010 года, заняв 6-е места на дистанциях 1500 и 3000 м. В 2011 году впервые выиграла золотую медаль в многоборье на чемпионате Азии в Харбине. На 7-х зимних Азиатских играх в Астане она завоевала две бронзовые медали на дистанции 5000 м и в командной гонке.
В 2011 году она присоединилась к "Nidec Sankyo". На чемпионате мира в Калгари заняла 10-е место в многоборье и на чемпионате мира на отдельных дистанциях в Инцелле заняла 5-е место на дистанции 3000 м и 8-е на 5000 м. В 2013 году Исино в очередной раз выиграла серебряную медаль на чемпионате Азии в Чанчуне в сумме многоборья, а на чемпионате мира в Сочи стала 7-й в командной гонке.
В 2014 году Исино завершила карьеру спортсменки.

## Личная жизнь
Эрико Исино обучалась в школе Сиракаба Гакуен, в настоящее время работает в JOC (Олимпийский комитет Японии).